# Schwabhausen, Thüringen
Schwabhausen är en kommun och ort i Landkreis Gotha i förbundslandet Thüringen i Tyskland.
Kommunen ingår i förvaltningsområdet Drei Gleichen tillsammans med kommunen Drei Gleichen.